# Dryadula
Dryadula is een geslacht van vlinders uit de onderfamilie Heliconiinae van de familie Nymphalidae. 

## Soorten
- Dryadula phaetusa (Linnaeus, 1758)